# Seveni
Seveni (francosko Cévennes, okcitansko Cevenas) so hribovje v južni Franciji, del Centralnega masiva. Razprostirajo se čez več departmajev: Ardèche, Gard, Haute-Loire in Lozère, z majhnim delom pa segajo tudi na ozemlje Héraulta. Največje mesto na območju Sevenov je Alès, leži v severnem delu departmaja Gard.

## Geografija
Seveni predstavljajo jugovzhodni del Centralnega masiva. Potekajo v smeri od jugozahoda (Montagne Noire) proti severovzhodu (Monts du Vivarais), najvišja točka je 1702 metra visoki Mont Lozère. Hribovje predstavlja razvodje med vodami atlantskega in sredozemskega povodja. V Sevenih izvirata reki Loara z levim pritokom Allier in Tarn (pritok Garone), ki tečeta proti zahodu v smeri Biskajskega zaliva, ter reke Ardèche, Cèze, Gardon (pritoki Rone) in Hérault, ki tečejo v južni in jugovzhodni smeri proti Sredozemskemu morju.
V širšem smislu Cevennes vključuje 9 departmajev: le Tarn, l'Aude, l'Hérault, l'Aveyron, le Gard, la Lozère, l'Ardèche, le Rhône et la Loire. Bolj strogo Seveni obsegajo Lozère in Gard. Narodni park Sevene je skoraj v celoti znotraj Lozèreja.
Glavna mesta in vasi so Alès, Le Vigan, Sumène, Valleraugue, Ganges, Saint-Hippolyte-du-Fort, Sauve, Lasalle, Saint-André-de-Valborgne, Saint-Jean-du-Gard, Anduze, Florac, Saint-Germain-de-Calberte, le Pont-de-Montvert, Villefort, Génolhac, Bessèges, Saint-Ambroix, Gagnières, Les Vans, Mende.

Na območju Sevenov je bil leta 1969 ustanovljen istoimenski narodni park s središčem v Floracu, Lozère, del naravnih območij pa ohranja tudi Parc Naturel Region de Monts d'Ardèche. Poleg najvišjega vrha Sevenov je v narodnem parku tudi arboretum Cazebonne in jama Aven Armand.
Skupaj s sosednjim planotastim svetom Causses so bili leta 2011 pod skupnim imenom "Causses in Seveni - sredozemska agro-pastirska kulturna pokrajina" sprejeti na Unescov seznam svetovne kulturne dediščine.

## Geologija
Séveni tvorijo jugovzhodni del osrednjega masiva, ločen od sorodnih Montagnes Noires z apnenčastimi kavzami. Spodnje kamnine granitov in skrilavcev so se dvignile v variskanski orogenezi in tvorijo diskontinuiteto, z naknadno erozijo pa so zapolnili spodnje praznine v velikem obdobju permskega in triasnega obdobja (280 - 195 Ma), spreminjanje morske gladine pa je dodalo gosto apnenčasto oblogo, in le vrhovi Sévenov so štrleli kot otoki v jurskem morju. Séveni tvorijo razvodje med Atlantikom in Sredozemljem. V pozni kredni in zgodnji terciarni dobi se je pojavila nadaljnja gorska zgradba. Alpska orogeneza je dvigala in deformirala Alpe in Pireneje, čeprav je središče masiva delovalo kot togi blok, pokrovne skale pa so ostale večinoma vodoravne. Nekatere so bile v terciaru preoblikovane s poznejšimi prelomi v času odprtja zahodnega Sredozemlja. Glavne reke v regiji so se globoko zarezale v apnenec in tvorijo globoke soteske: soteske du Tarn, Gorges de la Jonte, Lot, Gorges de l'Ardèche, Cèze, itd.

## Turizem
Corniche des Cévennes (D 907) je spektakularna cesta med St-Jean-Gardom in Floracom. Zgrajena je bila v začetku 18. stoletja, da bi omogočila gibanje čet Ludvika XIV. med njegovim spopadom s Kamisardi. Kamisardi so bili hugenoti (francoski protestanti) razgibane in izolirane regije Séveni in Vaunage na jugu Francije. V začetku 1700-ih so vstali proti preganjanju, ki je sledilo razveljavitvi Ludvikovega edikta, zaradi česar je protestantizem postal nezakonit. Kamisardi so delovali v celotni regiji protestantskih Sévenov, vključno v Vaunage in delu Camargue okoli Aigues-Mortes. Upor je izbruhnil leta 1702, najhujši spopadi so se nadaljevali do leta 1704, nato so se prepirali do leta 1710 in končni mir dosegli do leta 1715. Tolerančni edikt ni bil podpisan vse do leta 1787.